# フェンダー・バレット

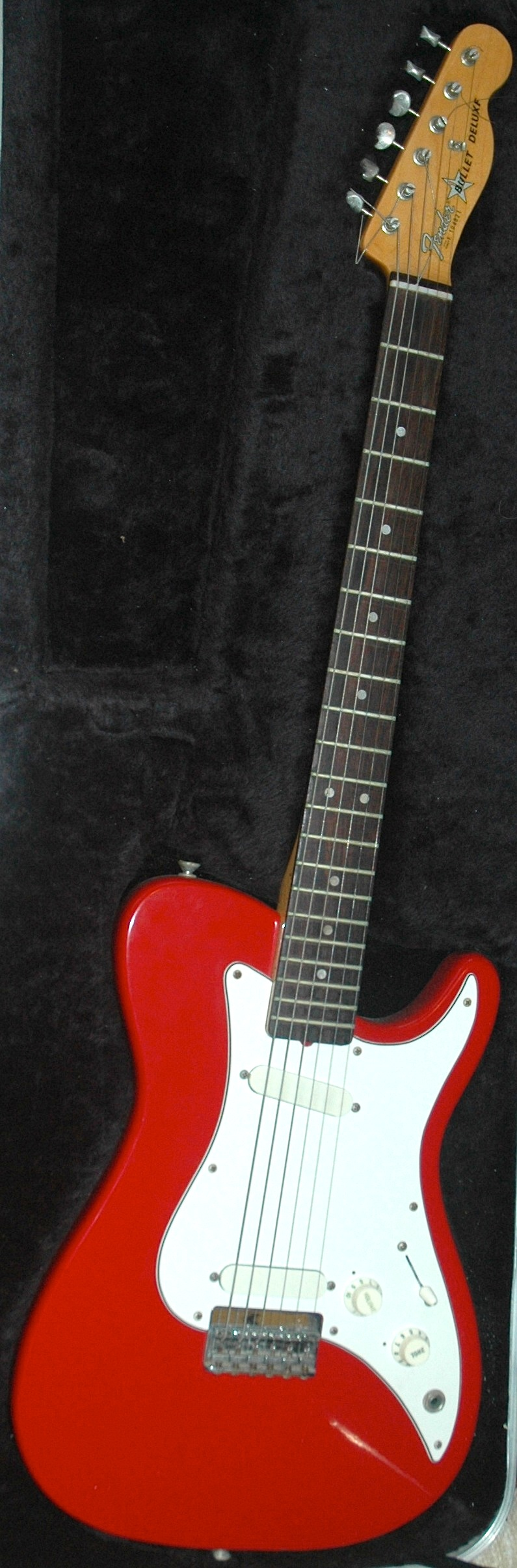
1981 USAシリーズ1フェンダーブレットデラックス シングルカッタウェイの初期モデル

フェンダー・バレット (Fender Bullet) は、1981年にフェンダーが発売したジョン・ペイジ(John Page)の設計によるエレクトリック・ギターおよびエレクトリック・ベース。ブレットの表記も見られる。ムスタングやミュージックマスターの後継のスチューデント・モデル（初心者モデル）で、フェンダーブランドでの生産はわずか3年で終了した。
バレットはフェンダーでの生産終了後、スクワイアの廉価版シリーズの名称に引き継がれ、ストラトキャスターやムスタングなどのモデルが製造されている。

## USAバージョン1（1981）
"Bullet"（スタンダードのBullet）と "Bullet Deluxe"の2つのモデルがあり、米国の小売業者とディーラーは "Bullet One"と呼んでいたが、これはFenderが使用するマーケティング名称ではない。当初は製造が韓国のオフショアだったが、許容できない技術的な問題により、米国にリコールされ、フラートン工場で製造された。2つのモデルは、見た目はテレキャスターに似たシングルカッタウェイスタイルだが、以前の入門モデルのムスタングとデュオソニックに近いサイズで、21フレットのローズウッド指板のネックにテレキャスタースタイルのヘッドストックが採用された。ペグはKluson Deluxeチューナーを採用。Mustang、Bronco、Musicmasterなどの以前の入門モデルと同様に、小さいボディで本体に使用する木材を少なくすることでコストを節約した。両方のボディは、厚さが他のフェンダーの1〜3/4インチより薄い1〜5/8インチの厚さだった。部品は素早く組み立てられるように省力化され、両方のモデルは同じ時代の他のフェンダーギターと同じハードウェアと電気機構を備えていた。$199.00または$249で販売されていたスタンダードモデルは、真空成形ケース、シールドコード、ストラップ、クロス布、ブリッジ調整レンチが付属する。
スタンダードモデルには、白または黒でパウダーコーティングされたスチール製ピックガードの一部を折り曲げたブリッジ一体型のテールピースで、弦ごとに別々のサドルが付いている。Bullet Deluxeはノントレモロ・ストラトの様なハードテイル・ブリッジ（弦は裏通し）で、ピックガードはプラスチック製3プライの物が付けられていた。どちらのモデルにも、3ウェイセレクタースイッチ付きの2つのシングルコイルピックアップ仕様。ムスタングと同じピックアップカバーであり、最初はムスタングの在庫を使用していた。スタンダードモデルとDeluxeは遠目ではピックガードからのブリッジの大きさの違いで見分ける事ができる。
カラー展開は赤とアイボリーで、両方のモデルに白または黒のピックガードが有り。1981年にリリースされたときの唯一のネック仕様は、ローズウッド指板貼りのメイプル材だった。クルミとメイプルのスカンクストライプのネックは、1982年にオプションとして導入された。

## USAバージョン2（1982-1983）
1982年、フェンダーは2つのベースモデルを含むBulletの改訂版を発表した。このシリーズは、ストラトキャスターに似たダブルカッタウェイボディだが、Bulletが置き換えたMustangおよびDuo-Sonicとほぼ同じ形状である。メイプル材が唯一のネックのオプションで、ヘッドストックはバージョン1のテレキャスター型。1981年にKlusonが廃業したため、Fenderは、1982年のBulletレンジで70年代スタイルのFチューナーを発表し、シリーズのFenderロゴシールドチューナーも使用した。どちらも西ドイツのSchaller製である。2つの新しい低音モデル（通常のスケール "B-34"と "B-34"に加えて、Bullet（スタンダード）、Bullet H-1、Bullet S-2、S-3、およびH-2の5つのモデルが販売された。ショートスケールは「B-30」）。Bullet（スタンダード）には、2つのシングルコイルピックアップと3ウェイスイッチを備えた特許取得済みの合金ピックガードブリッジテールピースコンボがあった。H-1は、1つのハムバッカーピックアップを備えた同じ合金のピックガードブリッジテールピースコンボを搭載している。また、ハムバッカーを単一のコイルに分割するためのコイルタップボタンも備えていた。S-2、S-3、H-2はデラックスバージョンとして販売され、ハードテールブリッジが独立した白いプラスチック製の3層ピックガードがあり、1983年にモデル番号S-2、S-の単一層ピックガードが導入されました。下のホーンにエンボス加工された3またはH-2。S-2には2つのシングルコイルピックアップと3ウェイスイッチがあり、S-3には3つのシングルコイルピックアップと5ウェイスイッチがあり、H-2にはそれぞれ独自のコイルタッピングボタンと3つのハムバッカーピックアップがあった。ハムバッカーのピックアップは、実際にはアルニコロッドマグネットを並べた2つのシングルコイルピックアップだった。ベースにはそれぞれプラスチック製のガードと伝統的なブリッジが付いてた。古いムスタングベーススタイルのピックアップだった。人気の2番目のバージョンのバレットは、赤、アイボリー、茶色のサンバーストのカラーオプションがあった。またはクルミ; 黒あったが、カラーオプションとして販売されてない。S-2はトゥイステッド・シスターの「We're Not Gonna Take It」ミュージックビデオで使われ、曲の前にマーク・メトカーフ演ずる父親が、息子のバレットの演奏によって窓から吹き飛ばされた。フェンダーは1983年の終わりにバレットのギターの生産をやめ、再びアメリカで生産されなかった。Bulletシリーズの生産は、Squierブランドの下に日本に移された。

## 機種一覧
- Bullet
- Bullet Deluxe
- Bullet H1
- Bullet H2
- Bullet S2
- Bullet S3
- Bullet Bass B30
- Bullet Bass B34

## 主な使用者
- いちむらまさき（ギター教則本執筆者、ギター講師、カントリーギタリスト、ユーチューバー）テレキャスターマニア。一時期は4本所有していた[3]。現在は1981 USAシリーズ1バレット（無印）のレッドボディに白いピックガードの個体を所有。